# اس‌دبلیوام جی۰۱
اس‌ دبیلو ام جی ۰۱ یک خودروی کراس‌اوور سایز کوچک است که توسط شرکت اس‌دبلیوام اتو، زیرمجموعهٔ برلیانس اتو به تولید رسیده‌است. این خودرو در آوریل ۲۰۱۸ در ایتالیا رونمایی شد و در نمایشگاه خودروی پکن ۲۰۱۸ عرضه شد.
در ایران، این خودرو توسط شرکت سیف خودرو مونتاژ و عرضه می‌شود.
در سال ۱۴۰۳، شرکت کرمان موتور، این خودرو را با نام کی‌ام‌سی ای۵ در ایران عرضه کرد.

## بررسی
اس‌دبلیوام جی۰۱ مجهز به یک موتور ۱٫۵ لیتری توربو است که ۱۵۶ اسب بخار قدرت و ۲۳۰ نیوتن متر گشتاور تولید می‌کند و بیشینهٔ سرعت آن ۱۸۰ کیلومتر بر ساعت است. این موتور توسط برلیانس اتو ساخته شده‌است. طراحی این خودرو، به ایتالیایی‌ ها مربوط می‌شود. دانش فنی شرکت اس دبیلو ام از ایتالیا به چین منتقل شده که به طراحی این خودرو مربوط است. پرچم ایتالیا، روی گلگیرهای جلو و فرمان این خودرو، گویای دو رگه بودن آن است. این خودرو از سیستم تعلیق مستقل در جلو و عقب بهره می‌برد و در بازار چین قیمت آن بسته به مدل از ۷۹۹۰۰ یوان تا ۱۴۷۹۰۰ یوان متغیر است.
نسخهٔ اف این خودرو در ماه مهٔ ۲۰۱۹ عرضه شد. این نسخه مجهز به بادی کیت است و طراحی جلوی آن کاملاً بازسازی شده‌است. اس‌دبلیوام جی۰۱ اف از همان پیشرانهٔ جی۰۱ عادی بهره می‌برد و قیمت آن در بازار چین از ۹۵٬۹۰۰ تا ۱۲۵٬۹۰۰ یوان (حدودا ۱۳٬۸۲۵ تا ۱۸٬۱۵۰ دلار آمریکا) است.

## امکانات
- شش کیسه هوای ۱۰ نقطه‌ای
- گرمکن و سردکن صندلی‌های جلو
- استارت دکمه‌ای (کیلس استارت)
- دوربین ۳۶۰ درجه
- سنسور باد تایر
- سنسور نور (اتولایت)
- چراغ روشنایی روز (دیلایت)
- رادار نقطه کور
- رادار تصادف از جلو
- رادار بین خطوط
- فرمان دی کات با قابلیت تنظیم در سه حالت
- درایو مد دو حالته
- دریچه تهویه برای سرنشینان عقب با نمایشگر مستقل
- سیستم چرخش چراغ در پیچ‌ها
- سیستم کنترل پایداری
- کروز کنترل
- سنسور برخورد از عقب
- سنسور برخورد از جلو
- نورپردازی کابین شامل داشبورد و درها
- سقف پانوراما
- صندلی برقی راننده

موارد مذکور در نسخه مونتاژی در ایران یافت می‌شوند. این خودرو با تنوع آپشن در مناطق مختلف جهان، عرضه شده که در بسیاری از مناطق دارای آپشن صندلی برقی شاگرد و دستیار صوتی می‌باشد در صورتی که مدل مونتاژ شده توسط سیف خودرو، فاقد صندلی برقی شاگرد است.

## نگارخانه

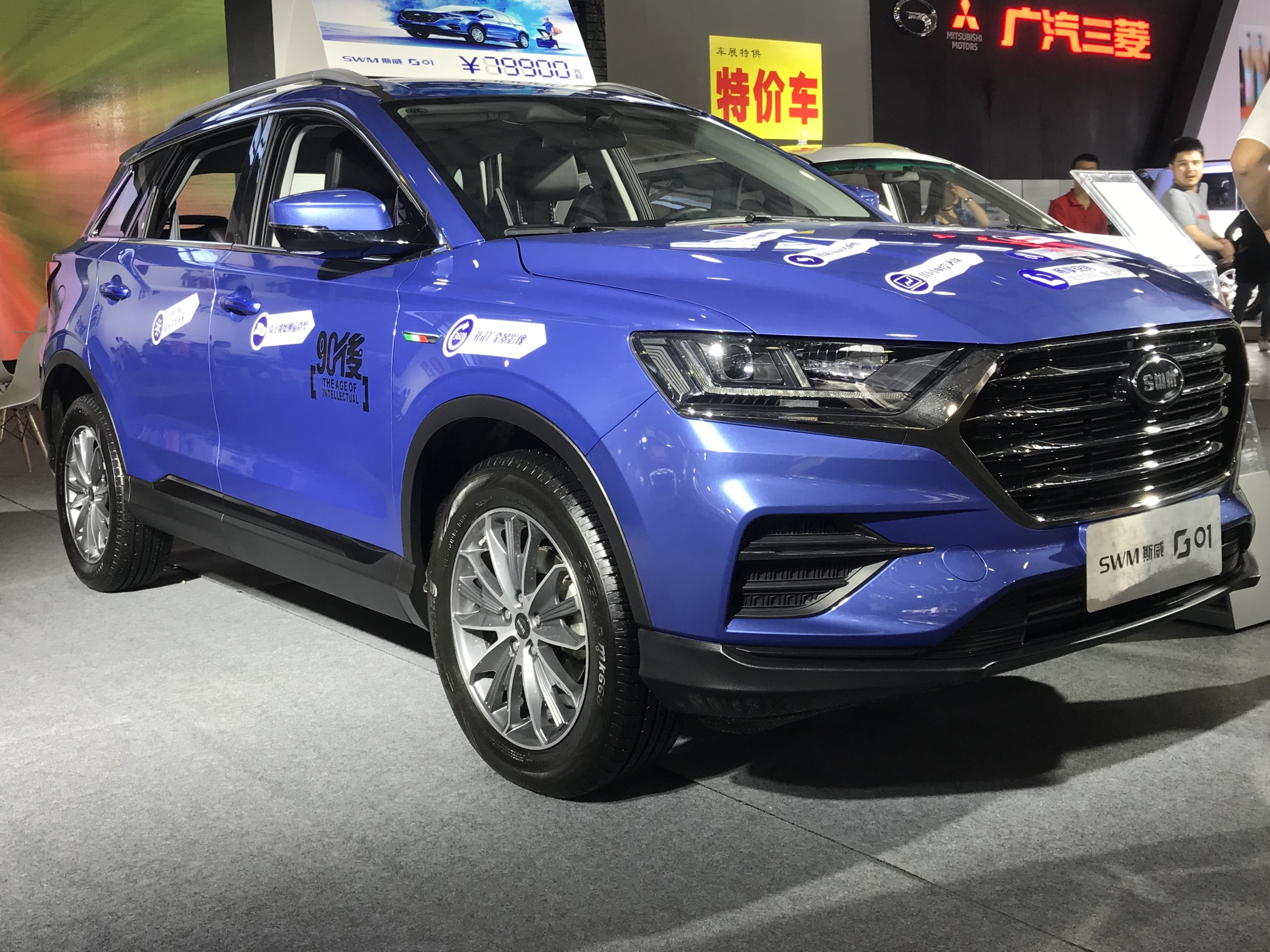
اس‌دبلیوام جی۰۱، نمای جلو
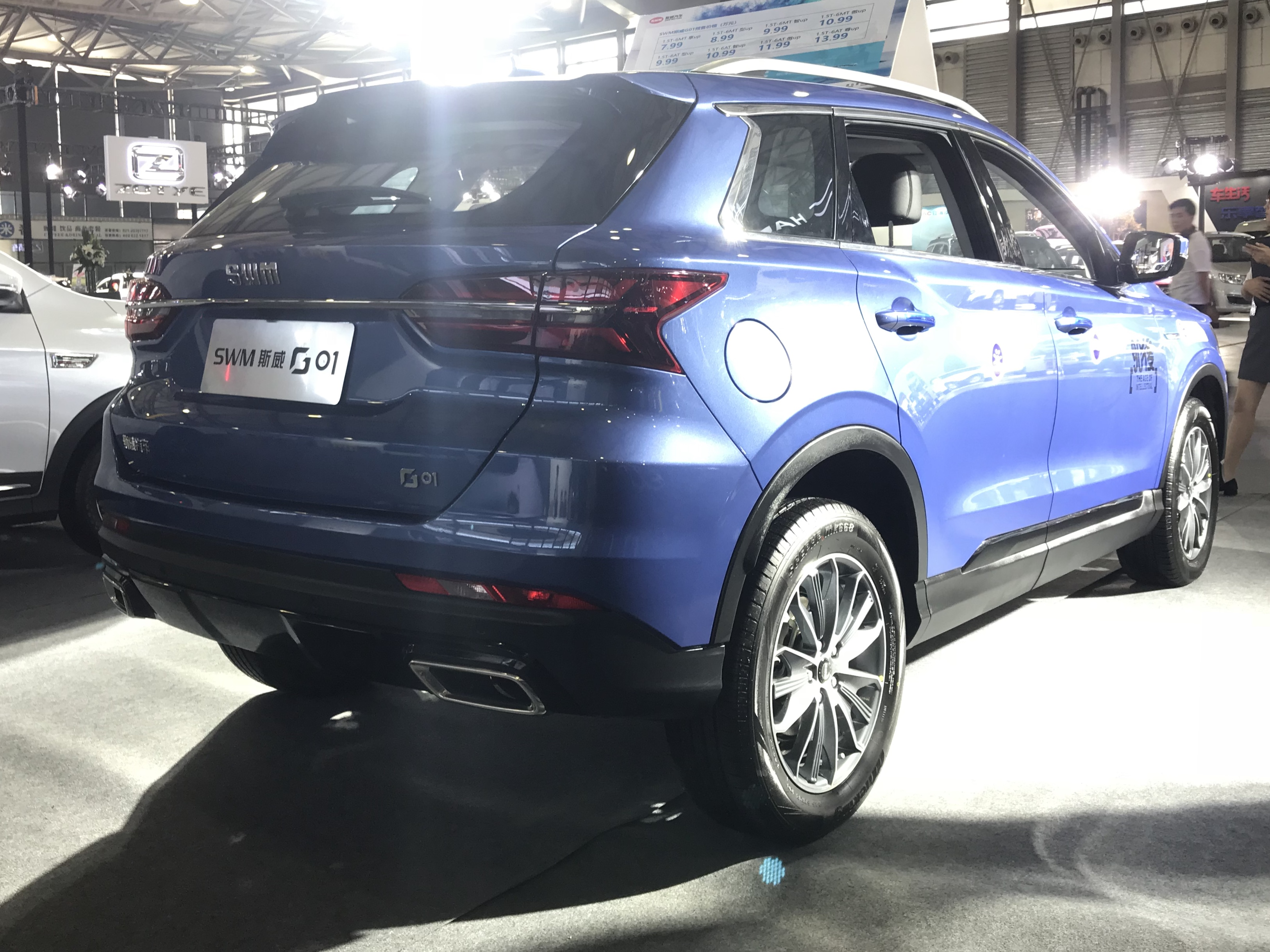
اس‌دبلیوام جی۰۱، نمای عقب
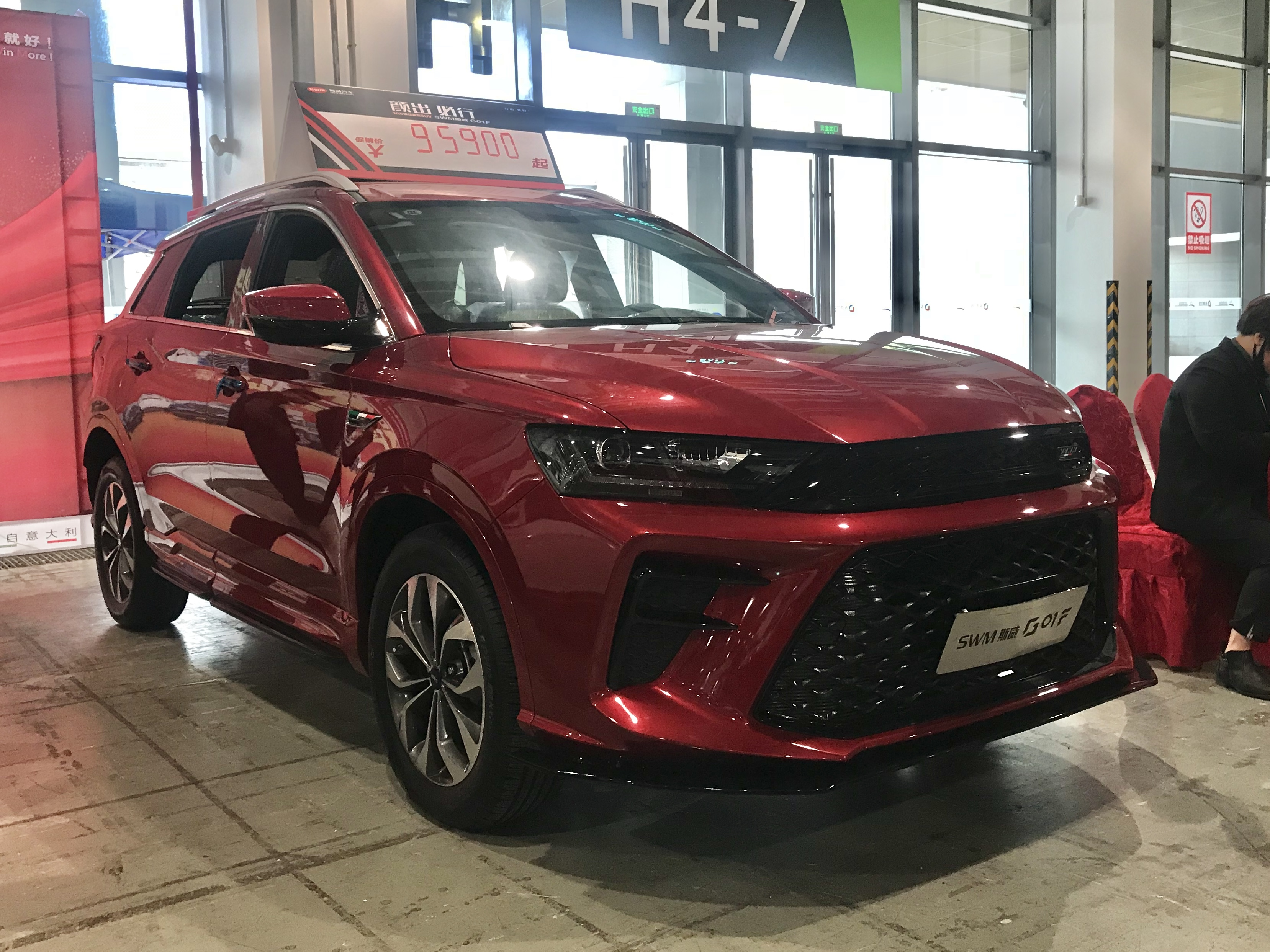
اس‌دبلیوام جی۰۱ اف، نمای جلو
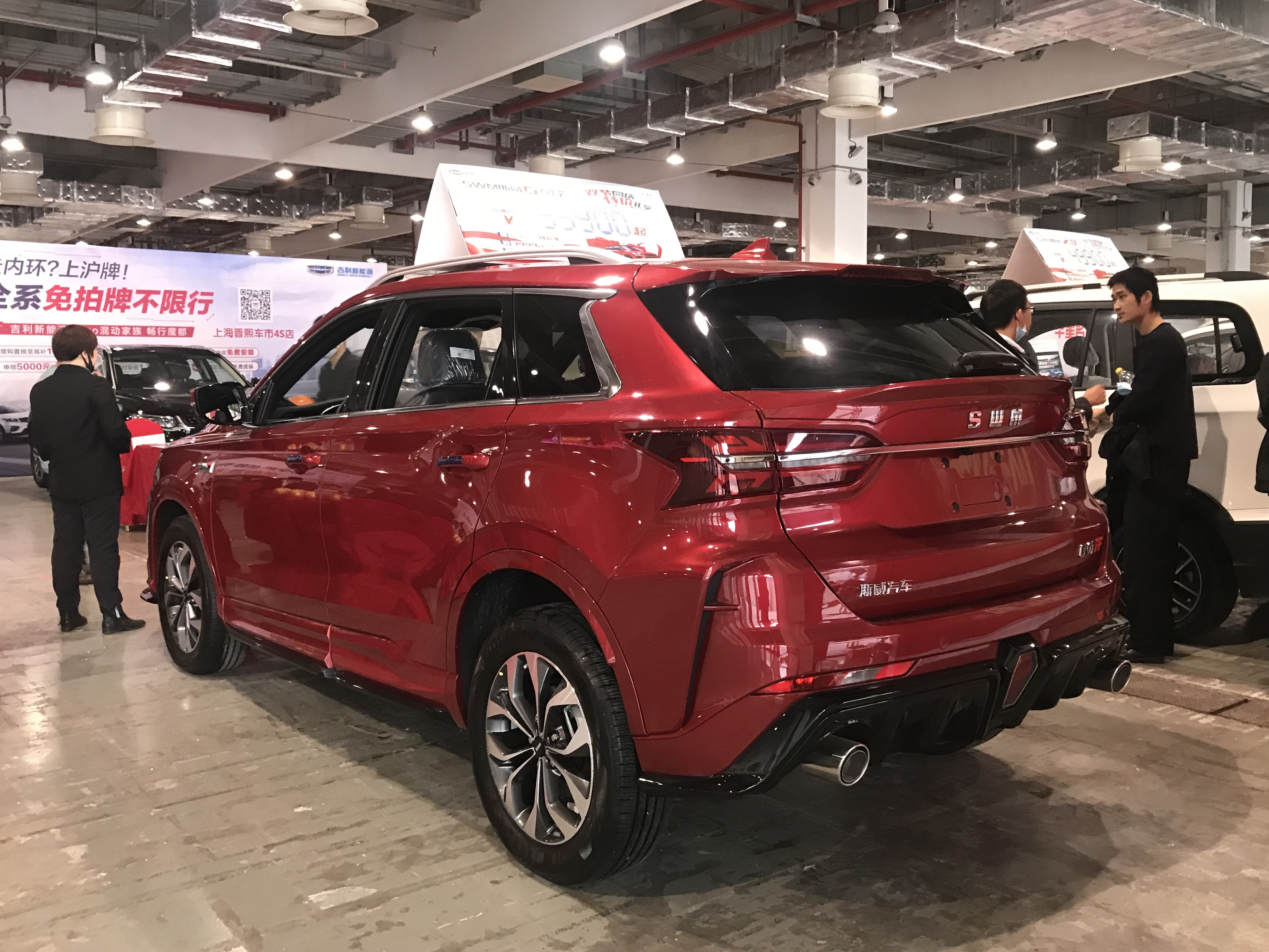
اس‌دبلیوام جی۰۱ اف، نمای عقب
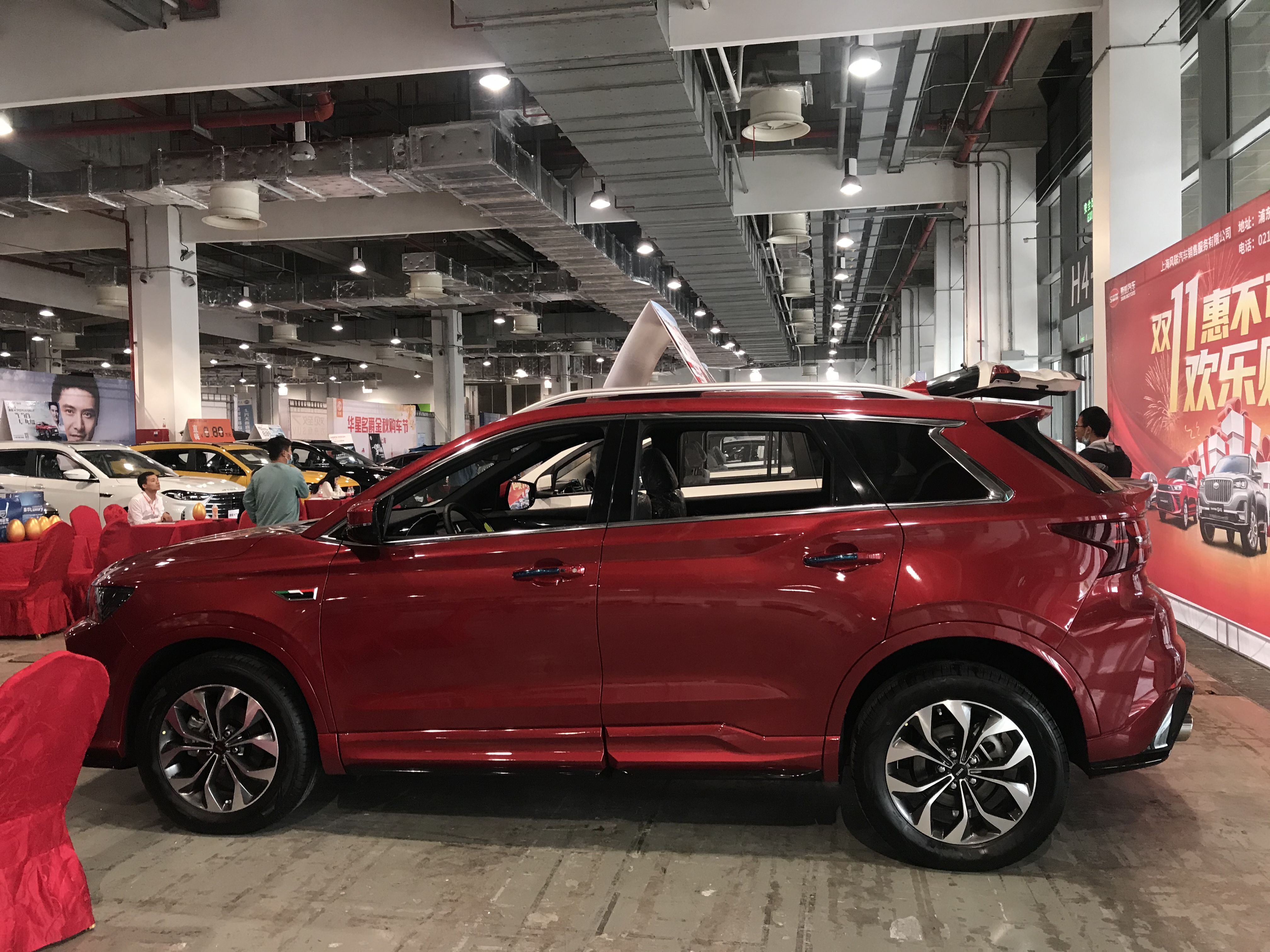
اس‌دبلیوام جی۰۱ اف، نمای بغل